# Mohamed Benyaich
Mohamed Benyaich (ca. 1981) is een Belgisch-Marokkaans thaibokser, kickbokser, Arabisch bokser en MMA-vechter.

## Levensloop
Benyaich groeide op te Sint-Jans-Molenbeek, alwaar hij van kleins af aan actief was met vechtsporten. Zo beoefende hij onder meer shotokankarate, thaiboksen en kickboksen. Op 16-jarige leeftijd vatte hij in laatstgenoemde sportcompetitie aan.
Later onderbrak hij zijn sportcarrière een tijdlang voor een studie rechten. Vervolgens behaalde hij verschillende Belgische titels en in maart 2014 won hij de FIBA-wereldtitel in het Arabisch boksen te Dubai.
Van beroep is hij leerkracht. Daarnaast baat hij met zijn partner Hicham Belmahjoubi, een voormalig wereldkampioen, een boksclub uit te Brussel.